# Getafe CF
Câu lạc bộ bóng đá Getafe (tiếng Tây Ban Nha: Getafe Club de Fútbol S.A.D.; phát âm tiếng Tây Ban Nha: [xeˈtafe ˈkluβ ðe ˈfuðβol]), hay đơn giản là Getafe, là một câu lạc bộ bóng đá chuyên nghiệp Tây Ban Nha chơi ở La Liga. Câu lạc bộ có trụ sở tại Getafe, một thị trấn ở phía nam của khu vực đô thị lớn Madrid. Sân vận động của câu lạc bộ là Coliseum Alfonso Pérez được khai trương vào năm 1998 và có thể chứa 17.393 khán giả.
Câu lạc bộ được thành lập vào năm 1946 và được thành lập lại vào năm 1983. Getafe đã thi đấu cấp cao nhất của bóng đá Tây Ban Nha trong 12 năm từ 2004 đến 2016. Cuộc cạnh tranh chính của câu lạc bộ là chống lại hàng xóm Leganés, những đội có trụ sở gần với thị trấn Getafe và là đối thủ thân thiện với Real Madrid và Atlético Madrid.

## Lịch sử

### Bắt đầu
Câu lạc bộ bóng đá Getafe được thành lập vào năm 1924, chỉ chơi ở các bộ phận thấp hơn từ 1928 đến 1932. Sau Nội chiến Tây Ban Nha, năm 1945, năm người dân Getafe - Enrique Condes García, Aurelio Miranda Olavaria, Antonio Corridor Lozano, Manuel Serrano Vergara và Miguel Cubero Francés - trong khi gặp nhau tại quán bar La Marquesina, đã quyết định thành lập một đội địa phương. Chính thức thành lập vào ngày 24 tháng 2 năm 1946, câu lạc bộ được đặt tên là Câu lạc bộ Getafe Deportivo.
Câu lạc bộ ban đầu được chơi ở Campo del Regimiento de Artillería. Ít lâu sau, câu lạc bộ chuyển đến San Isidro, nằm trong Trung tâm thể thao thành phố San Isidro hiện tại. Tại đây, Club Getafe được thăng hạng ba sau chiến thắng trước Villarrobledo trong mùa giải 1956 1957. Getafe gần như được thăng cấp lên Segunda División vào năm 1957-58, nhưng bị đánh bại bởi CD Almería.
Vào ngày 2 tháng 9 năm 1970, câu lạc bộ đã khánh thành sân vận động của riêng mình sau khi được đưa trở lại Tercera División. Được chủ trì bởi chủ tịch Francisco Vara, Las Margaritas đã giành chiến thắng 3-1 trước Michelín. Đội đã sống sót ở cấp độ thứ ba trong mùa giải đó, và sáu năm sau đó đã thăng hạng lần đầu tiên lên hạng hai.

### Second Division

Câu lạc bộ Getafe Deportivo

Câu lạc bộ Getafe Deportivo đã chơi sáu mùa ở Segunda División, với rất ít thành công. Từ 1976 đến 1982, họ xếp dưới hạng thứ mười trong suốt sáu năm. 

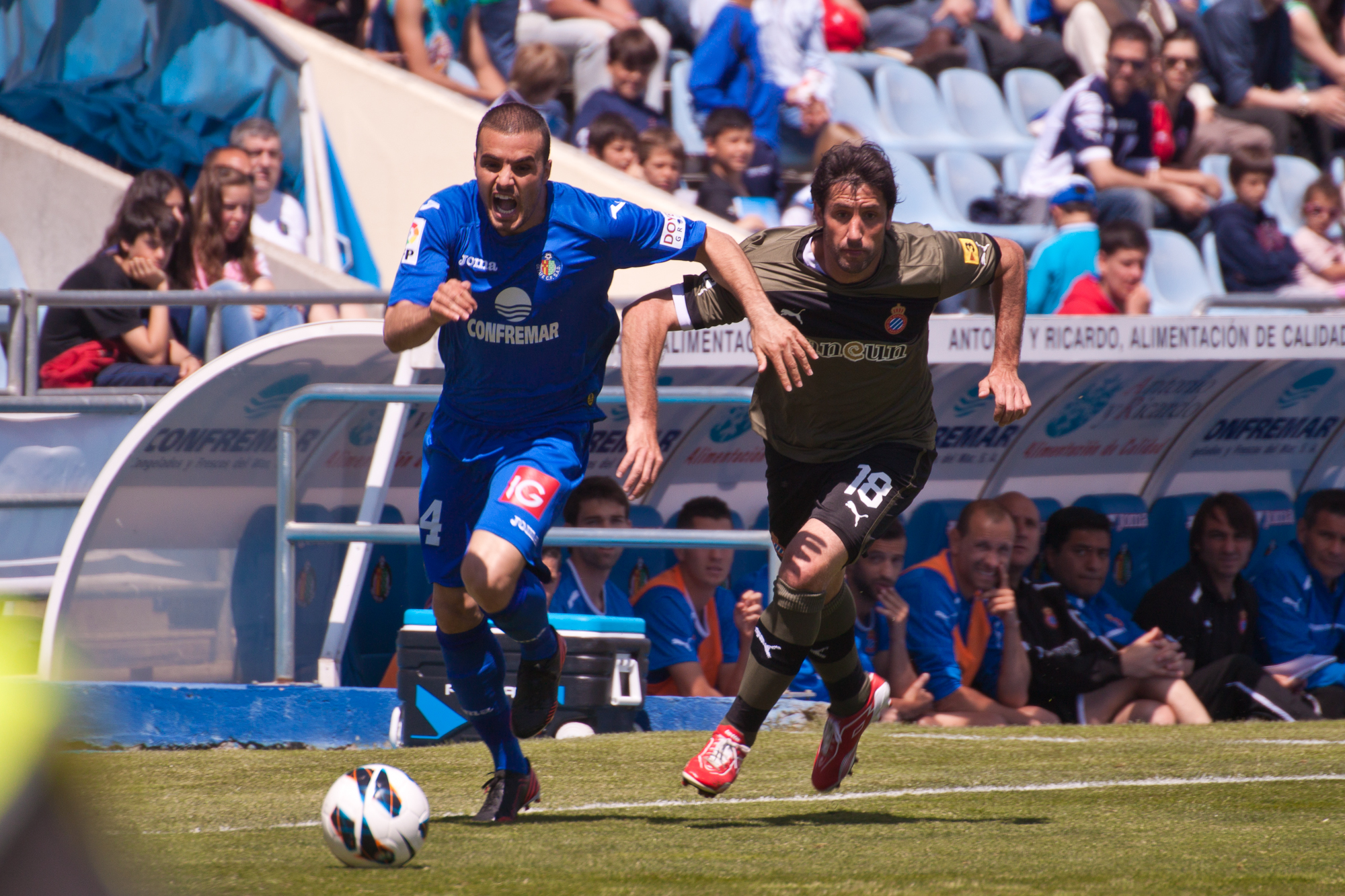
Pedro León với Getafe năm 2013

Năm 1978, câu lạc bộ đã tiến lên thi đấu với Barcelona ở vòng 16 đội Copa del Rey. Chơi trên sân nhà ở lượt đi, Getafe đã hòa với đội bóng Barcelona 3-3, trước khi sang sân khách cho trận lượt về và bị đánh bại 8-0 tại Camp Nou.
Kết thúc mùa giải 1981-82, cầu thủ chưa được trả tiền, Getafe đã tự động xuống hạng và sau đó giải thể.
Trong khi đó, vào ngày 1 tháng 9 năm 1976, một câu lạc bộ mới được thành lập trong Hội đồng Thể thao Quốc gia và Liên đoàn Castille khu vực. Câu lạc bộ được gọi là Peña Madridista Getafe ("câu lạc bộ Getafe của Real Madrid "). Câu lạc bộ này đã chơi trong bốn mùa ở các bộ phận khác nhau, cho đến khi lấy tên Club Deportivo Peña Getafe, và chơi dưới tên này trong hai mùa tiếp theo. Vào ngày 10 tháng 7 năm 1982, họ đã gia nhập lực lượng với Câu lạc bộ Getafe Promesas lâu đời hơn và được đăng ký lại trong Liên đoàn Castille khu vực.

### Hiện tại tồn tại
Dựa trên việc sáp nhập năm trước, Getafe Club de Fútbol hiện tại đã chính thức được thành lập vào ngày 8 tháng 7 năm 1983, sau khi thông qua hội nghị đối tác chung.
Bắt đầu từ các giải đấu trong khu vực vào năm 1983-84, Getafe được thăng hạng bốn mùa liên tiếp cho đến khi chiến thắng Segunda División B. Câu lạc bộ bắt đầu một giai đoạn mới với việc thăng hạng vào Segunda vào năm 1994-95, chỉ ở lại hai năm. Mối đe dọa biến mất tuyệt đối chỉ vài năm sau đó vào năm 1997, Getafe đã trụ hạng Tercera División- giải hạng tư sau chiến thắng play-off trước Huesca.
Trong khi đó, sân vận động hiện tại của Getafe, Coliseum Alfonso Pérez, được khánh thành vào ngày 1 tháng 1 năm 1998.
Quay trở lại giải hạng hai cho 1999-2000, Getafe kéo dài thêm hai mùa. Tuy nhiên, một năm sau, họ trở lại sau một lần thăng hạng đáng kinh ngạc vào năm 2001-02, trong đó một trong những cầu thủ của họ, Sebastián "Sebas" Gómez, đã bị sát hại, và tranh cãi về việc trả tiền cho cầu thủ sau khi trả khoản nợ € 3   triệu.
Củng cố vị trí của họ sau một năm, Getafe đã có một mùa giải tuyệt vời ở Segunda. Đứng đầu bảng trong phần lớn thời gian của năm, đội bóng đã tới Quần đảo Canary vào ngày cuối cùng cần một chiến thắng để có được suất thăng hạng lịch sử lên La Liga, giải đấu cao nhất. Thật đáng kinh ngạc, họ đã đánh bại Tenerife 5-3 với năm bàn thắng của Sergio Pachón, do đó trở thành cùng với Real Madrid, Atlético Madrid và Rayo Vallecano, đội thứ tư từ Cộng đồng Madrid - và đội đầu tiên từ bên ngoài thủ đô - chơi ở La Liga. Với lần thăng hạng này, Getafe đã leo lên toàn bộ kim tự tháp bóng đá Tây Ban Nha, đạt được kỳ tích này chỉ sau 20 năm.

### La Liga

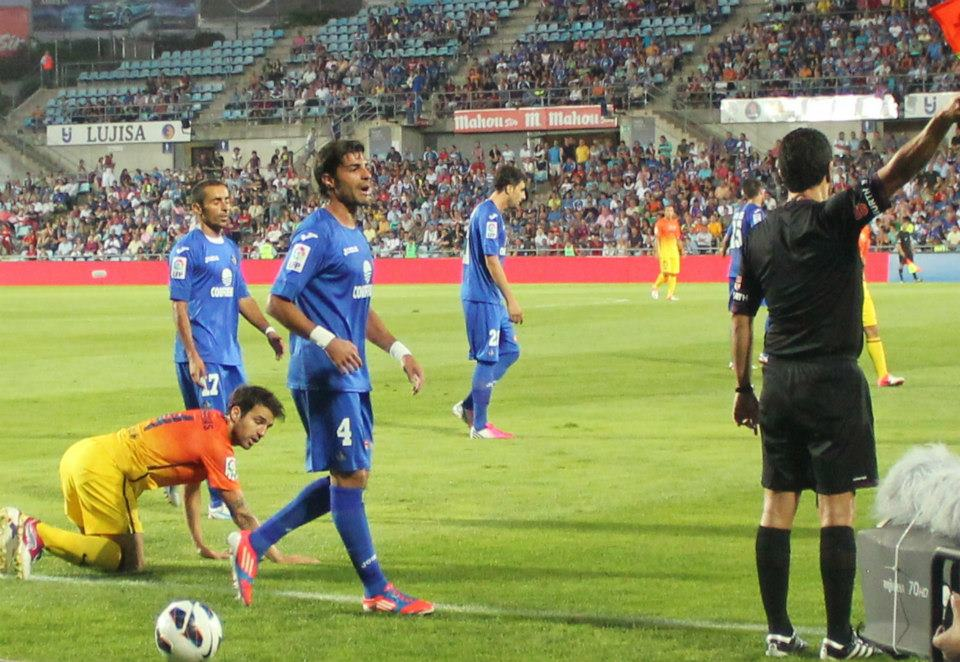
Câu lạc bộ Getafe de Fútbol vs. FC Barcelona.

Câu lạc bộ bắt đầu năm mùa giải 2004-05 không tốt, nằm ở cuối bảng. Chiến thắng trên sân nhà trước Espanyol, Athletic Bilbao, Valencia và Real Madrid, sau đó là chiến thắng duy nhất trên sân khách trước Athletic Bilbao, chứng kiến Getafe leo lên vị trí thứ 13, là đội duy nhất vừa thăng hạng không phải xuống hạng. Vào cuối mùa giải, câu lạc bộ đã mất huấn luyện viên trưởng Quique Sánchez Flores và một số cầu thủ cho các câu lạc bộ đối thủ. Trong mùa giải tới của Getafe, câu lạc bộ đã nhanh chóng đứng đầu bảng  trước khi tụt xuống để kết thúc thứ chín. Trong FIFA World Cup 2006, Mariano Pernía sinh ra ở Argentina đã trở thành cầu thủ quốc tế Tây Ban Nha đầu tiên của Getafe, trước khi chuyển đến Atlético Madrid.
Trong năm 2006-07, Getafe một lần nữa kết thúc thứ chín trong giải đấu, chỉ để thủng lưới 33 bàn sau 38 trận và thủ môn Roberto Abbondanzieri đã được trao Cúp Zamora, sau khi ghi được 12 trận sạch lưới. Điểm nổi bật trong mùa giải của câu lạc bộ là lọt vào trận chung kết 2006-07Copa del Rey, một cuộc thi mà Getafe chưa bao giờ lọt vào tứ kết trước đó. Hành trình này bao gồm một trận bán kết hai lượt với Barcelona, trong đó Getafe đã thua trận lượt đi 5-2 tại Camp Nou  trước khi tạo ra một chiến thắng 4-0 trong trận lượt về tại Coliseum Alfonso Pérez. Getafe đã thua trận chung kết lớn đầu tiên của họ 1-0 trước Sevilla tại sân vận động Santiago Bernabéu. Thông qua đó, câu lạc bộ đủ điều kiện cho vòng loại UEFA Cup mùa sau, vì Sevilla đã đủ điều kiện tham dự UEFA Champions League thông qua vị trí giải đấu của họ.
Mùa giải tiếp theo, HLV Bernd Schuster rời đi sau hai mùa để trở thành huấn luyện viên trưởng tại Real Madrid, và Getafe bổ nhiệm Michael Laudrup làm người thay thế. Dưới Laudrup, Getafe một lần nữa kết thúc bảng giữa giải đấu. Tại UEFA Cup, đội đã  tiến vào tứ kết sau khi hoàn thành vị trí đầu bảng G, chỉ thua một lần, thiết lập một trận đấu với bốn lần vô địch cúp châu Âu Bayern Munich. Getafe đã hòa trên sân khách 1-1, nhờ có bàn gỡ hòa thời gian bù giờ từ Cosmin Contra. Ở trận lượt về, Rubén de la Red bị đuổi khỏi sân sau sáu phút. Contra đưa Getafe vượt lên dẫn trước ngay trước hiệp một, nhưng ở phút 89, Franck Ribéry đã gỡ hòa để đưa trận đấu vào hiệp phụ. Hai bàn thắng nhanh chóng của Javier Casquero và Braulio đã đưa Getafe dẫn 3-1, nhưng Bayern ghi bàn trở lại bởi Luca Toni, trước khi Toni một lần nữa ghi thêm 1 bàn trước khi kết thúc hiệp phụ, cho Bayern giành chiến thắng nhờ luật bàn thắng trên sân khách. Getafe cũng đã thi đấu thành công tại Copa del Rey, lọt vào trận chung kết cho năm thứ hai. Trong trận chung kết, tại sân vận động Vicente Calderón, Getafe đã bị đánh bại 3-1 bởi Valencia.
Trong mùa giải 2015-16, Getafe đã xuống hạng hai sau khi trải qua 12 năm kể từ mùa giải đầu tiên. Tuy nhiên, vào năm 2016-17, câu lạc bộ đã ngay lập tức trở lại La Liga sau khi đánh bại Huesca và Tenerife để có được sự thăng tiến thông qua trận play-off.

## sân vận động

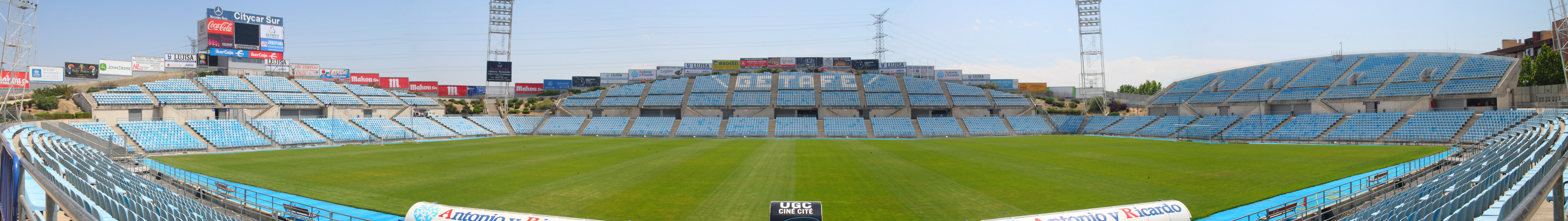
Coliseum Alfonso Pérez

Thi đấu tại Coliseum Alfonso Pérez, nằm ở Getafe. Kích thước sân là 105x70 mét. Sân vận động được khánh thành vào ngày 1 tháng 1 năm 1998, được đặt theo tên của cầu thủ quốc tế Tây Ban Nha (và của danh tiếng Real Madrid) Alfonso Pérez. Mặc dù anh ấy không bao giờ chơi cho hoặc đối đầu Getafe, hoặc thậm chí trong sân vận động, anh ấy có lẽ là cầu thủ bóng đá nổi tiếng nhất ra khỏi khu vực và đang ở đỉnh cao của sự nghiệp trong giữa những năm 1990.
Trước khi chơi ở Coliseum, Getafe đã chơi các trận đấu trên sân nhà của họ tại Estádio de las Margaritas gần đó, một phần của Thành phố Thể thao Las Margaritas. Coliseum sau đó được xây dựng như một phần mở rộng tự nhiên cho các cơ sở nhỏ hơn nhiều tại Las Margaritas. Kể từ khi thành lập, sân vận động đã có rất nhiều lần cải tạo, và hiện có 14.400 chỗ ngồi và hàng nghìn chỗ đứng. Như vậy, năng lực chính xác là thay đổi và mơ hồ. Getafe thường lấp đầy sân vận động cho các trận đấu địa phương với Real và Atlético Madrid, cũng như với Barcelona, nổi tiếng nhất trong trận bán kết Cup 2006-07. Lần đầu tiên trong lịch sử của họ, Getafe đã bán hết toàn bộ vé trước trận đấu lượt về với Bayern Munich trong trận tứ kết UEFA Cup.
Chủ tịch câu lạc bộ Getafe Ángel Torres bày tỏ sự quan tâm đến việc nâng cấp Coliseum thành một san vận động 20.000 chỗ ngồi lớn hơn nhiều, kết hợp với giá thầu của Madrid cho Thế vận hội Olympic 2012. Sự thất bại của giá thầu này và thu nhập trung bình đám đông nghèo khiến khó khăn trong việc tái phát triển này.
Getafe sử dụng Thành phố Thể thao gần đó khi tập luyện. Những cơ sở này bao gồm một số sân tập với cả sân cỏ và sân cỏ nhân tạo, phòng y tế đầy đủ và cơ sở phục hồi chức năng.

## Cầu thủ

### Đội hình hiện tại
Tính đến ngày 2/9/2024.
Ghi chú: Quốc kỳ chỉ đội tuyển quốc gia được xác định rõ trong điều lệ tư cách FIFA. Các cầu thủ có thể giữ hơn một quốc tịch ngoài FIFA.
| Số | VT | Quốc gia     | Cầu thủ                          |
| -- | -- | ------------ | -------------------------------- |
| 1  | TM | Cộng hòa Séc | Jiří Letáček                     |
| 2  | HV | Togo         | Djené (đội trưởng)               |
| 3  | HV | Argentina    | Fabrizio Angileri                |
| 4  | HV | Tây Ban Nha  | Juan Berrocal                    |
| 5  | TV | Tây Ban Nha  | Luis Milla                       |
| 6  | TV | Nigeria      | Christantus Uche                 |
| 7  | HV | Tây Ban Nha  | Álex Sola                        |
| 8  | TV | Uruguay      | Mauro Arambarri                  |
| 9  | TĐ | Tây Ban Nha  | Borja Mayoral                    |
| 10 | TĐ | Thổ Nhĩ Kỳ   | Bertuğ Yıldırım (mượn từ Rennes) |

| Số | VT | Quốc gia          | Cầu thủ                                |
| -- | -- | ----------------- | -------------------------------------- |
| 11 | TV | Tây Ban Nha       | Carles Aleñá                           |
| 13 | TM | Tây Ban Nha       | David Soria (đội phó)                  |
| 15 | HV | Paraguay          | Omar Alderete                          |
| 16 | HV | Tây Ban Nha       | Diego Rico                             |
| 17 | TĐ | Tây Ban Nha       | Carles Pérez (mượn từ Celta Vigo)      |
| 18 | TĐ | Uruguay           | Álvaro Rodríguez (mượn từ Real Madrid) |
| 19 | TV | Cộng hòa Dominica | Peter González                         |
| 20 | TV | Tây Ban Nha       | Yellu Santiago                         |
| 21 | HV | Tây Ban Nha       | Juan Iglesias                          |
| 22 | HV | Bồ Đào Nha        | Domingos Duarte                        |

### Đội dự bị
Ghi chú: Quốc kỳ chỉ đội tuyển quốc gia được xác định rõ trong điều lệ tư cách FIFA. Các cầu thủ có thể giữ hơn một quốc tịch ngoài FIFA.
| Số | VT | Quốc gia    | Cầu thủ       |
| -- | -- | ----------- | ------------- |
| 26 | TV | Tây Ban Nha | Alberto Risco |
| 27 | HV | Maroc       | Nabil Aberdin |
| 29 | TĐ | Tây Ban Nha | Coba da Costa |

| Số | VT | Quốc gia         | Cầu thủ      |
| -- | -- | ---------------- | ------------ |
| 30 | HV | Tây Ban Nha      | Gorka Rivera |
| 31 | TV | Cộng hòa Ireland | John Patrick |
| 40 | TM | Tây Ban Nha      | Diego Ferrer |

### Cho mượn
Ghi chú: Quốc kỳ chỉ đội tuyển quốc gia được xác định rõ trong điều lệ tư cách FIFA. Các cầu thủ có thể giữ hơn một quốc tịch ngoài FIFA.
| Số | VT | Quốc gia | Cầu thủ |
| -- | -- | -------- | ------- |

## Cổ động viên
Thường được gọi là Marea Azul, hay Azulones, những người ủng hộ Getafe đã tăng đều đặn về số lượng với thành công của đội trong những năm gần đây. Có 18 peñas ("câu lạc bộ hỗ trợ") và 12.000 socios ("cộng sự"). Cựu cầu thủ của Real Madrid, Francisco Pavón là một người ủng hộ Getafe nổi tiếng, trong khi Fernando Alonso và Rafael Nadal đã tham dự các trận đấu tại Coliseum trong quá khứ.
Những người ủng hộ Getafe đã phát triển vượt xa khu vực địa phương và hiện được biết là có người hâm mộ ở Úc, Thụy Điển, Phần Lan, Argentina, Scotland, Đan Mạch, Hoa Kỳ và Mexico. Vào năm 2007, một peña được thành lập ở Venezuela để mở rộng phạm vi câu lạc bộ trên toàn thế giới.
Getafe cũng tạo ra một số tranh cãi vào năm 2007 khi chiến dịch bán vé mùa của họ bao gồm các tài liệu tham khảo trong Kinh thánh về Áp-ra-ham, Môi-se và Chúa Giê-su hy sinh cho đội. Câu lạc bộ đã trả lời bằng cách rút lại cảnh đầu tiên liên quan đến Áp-ra-ham.
Sau những chiến thắng quan trọng hoặc nổi tiếng, người hâm mộ Getafe tụ tập để ăn mừng tại bức tượng Cibelina ở trung tâm thị trấn. Trước trận chung kết Cup 2007, Torres đã kêu gọi người hâm mộ "phá nát Cibelina" sau chiến thắng, hứa sẽ trả tiền cho một thiết kế mới. Trong trận chung kết đó, hàng ngàn người ủng hộ đã vội vã lấy vé và đóng gói vào Santiago Bernabéu, nhưng vẫn bị Sevillistas vượt xa. Tuy nhiên, những người không nhận được vé - hầu hết trong số họ đã đến với những người nắm giữ vé mùa cho mùa giải 2007-08 - đã có thể xem trận đấu trên màn hình lớn ở quảng trường trung tâm của Getafe.
Getafe cũng có một nhóm nhỏ những người ủng hộ Ultras, được gọi là Comandos Azules (" biệt đội màu xanh").

### Zombie Calientes de Getafe
Vào năm 2011, Getafe đã phát hành một chiến dịch quảng cáo hài hước, giả vờ chê bai số lượng fan hâm mộ tương đối nhỏ của câu lạc bộ và khuyến khích những người ủng hộ nam hiến tặng tinh trùng để sinh thêm người hâm mộ. Để truyền cảm hứng cho những đóng góp đó, câu lạc bộ đã sản xuất một bộ phim khiêu dâm ngắn có tên "Zombies Calientes de Getafe" (Horny Zombies of Getafe), "quay theo phong cách của một bộ phim khiêu dâm thập niên 1970", và đưa nó đến các phòng khám hiến tinh trùng ở Madrid.

## Đối thủ
Trong lịch sử, do vị trí địa lý chặt chẽ của họ, Getafe luôn có một sự cạnh tranh mạnh mẽ với Leganés. Họ đã có rất nhiều cuộc chạm trán ở khu vực thấp hơn trước khi vận may của hai đội bắt đầu tương phản khi Getafe lên ngôi và Leganés bắt đầu xấu đi.
Trong giải đấu cao nhất, đội bóng đã tổ chức một số trận đấu hấp dẫn trong vài năm qua với Real Madrid. Tầm vóc lớn hơn, ngân sách khổng lồ và đội hình đắt giá của Real Madrid chưa bao giờ ngăn Getafe vượt qua thử thách và thường chơi thứ bóng đá tốt nhất của họ trước "người anh lớn" của họ.
Thêm vào đó, Getafe đã phát triển phần nào sự cạnh tranh với Barcelona, mà đỉnh cao là chiến thắng 4-0 nổi tiếng của họ trước các đối thủ được hâm mộ nhiều hơn trong trận bán kết 2006-07 Copa del Rey. Ngoài ra, Valencia đã không chống lại nổi nhiều lần el Geta, thường khá nặng nề, như là trường hợp trong thời gian 2006-07 Copa del Rey, mà đảm bảo sự xuất hiện lần đầu tiên Getafe tại vòng tứ kết của Copa với chiến thắng 2-4 tại Valencia Sân vận động Mestalla. Tuy nhiên, kết quả này đã được đưa ra trong trận chung kết Copa del Rey năm 2008, vì Valencia đã từ chối Getafe nhận chiếc cúp đầu tiên của họ với chiến thắng 3-1. Sự cạnh tranh này được củng cố một cách lành mạnh bằng việc chuyển giao thường xuyên các cầu thủ Getafe (và huấn luyện viên trưởng Quique Sánchez Flores) sang Valencia.

## Thành tựu
- Copa del Rey

Á Quân (2): 2006-07, 2007-08
- Segunda División B - Nhóm 1

Chiến thắng: 1998

## Chủ tịch
- - Antonio de Miguel (1983–92)
  - Francisco Flores (1992–2000)
  - Felipe González (2000–01)
  - Domingo Rebosio (2001–02)
  - Ángel Torres (2002–)